# Китеж (озеро)
Китеж — озеро в Антарктике, расположенное на полуострове Файлдс острова Кинг-Джордж (Ватерлоо) в составе Южных Шетландских островов.
Названо в 1973 году советскими географами в честь мифического древнерусского города.
Водоём имеет тектонико-экзарационное происхождение. Высота озера 128 м над уровнем моря.
Гидрологические и гидрохимические исследования Китежа проводились в 1969—1971 годах. В глубоководной части были отобраны пробы воды из поверхностного и придонного горизонта. Анализ показал содержание в поверхностном слое Fe — 11,8, Al — 14,6, Zn — 4,0 мкг/л. В придонном слое на глубине 11 м измеренные концентрации Fe и Al были ниже и составили 3,6 и 4,4 мкг/л соответственно. В период открытой воды Fe и Al поступают в озеро с поверхностным стоком, чем может объясняться их повышенная концентрация в верхней части водной толщи. Содержание Zn, наоборот, в придонном слое было повышено в сравнении с поверхностью и составило 11 мкг/л. Концентрации Cu, обнаруженные в придонном и поверхностном слое, практически идентичны и составили 0,37 и 0,38 мкг/л соответственно.